# Nick Stampley
Nick Stampley (Pompano Beach, 5 augustus 1999) is een Amerikaans basketballer.

## Carrière
Stampley speelde in het seizoen 2017/18 collegebasketbal voor de Nova Southeastern Sharks. In 2018/19 speelde hij voor de Eastern Florida State College Titans. Van 2019 tot 2022 speelde hij voor de Troy Trojans. Hij werd niet gekozen in de NBA draft van 2022. Hij tekende zijn eerste profcontract bij de Finse eersteklasser Korihait en speelde er een seizoen. In de zomer van 2023 tekende hij in de Britse competitie bij de Manchester Giants. In het seizoen 2024/25 speelde hij voor de Duitse tweedeklasser Uni Baskets Münster.
In juni 2025 tekende hij bij de Belgische eersteklasser Kangoeroes Mechelen.